# 奥斯坦金诺第四频道
奥斯坦金诺第四频道（俄语：4-й канал Останкино）是俄罗斯的一个曾经存在的全国电视频道，隶属奥斯坦金诺电视广播公司，在1991年12月27日至1994年1月17日之间播出，替代了苏联中央电视台第四套节目。该频道与俄罗斯大学频道共用频率。频道编辑部和演播室设于莫斯科奥斯坦金诺电视中心。

## 历史
苏联解体后，1991年12月27日，奥斯坦金诺电视广播公司成立，替代全联盟国家电视广播公司，原有的第四套节目移交给奥斯坦金诺电视广播公司，继续以“教育节目”的名义播出。频道并没有获得广播许可，也没有登记为“大众传媒”，而是挂靠在奥斯坦金诺电视广播公司下，并在俄罗斯联邦政府令的特别批准下播出。
1991年11月18日开始，频道在每天上午11时开播，中午休台。上午主要播出影视剧、音乐会或艺术节目，偶尔播出娱乐节目、重播或首播纪录片。17时左右恢复播出，在午夜前停播。工作日的晚间节目包括电视纪录片首播或重播，以及重播青年或科教节目，也会播出艺术相关的电影、音乐会节目、动画片、外语教学节目、影视剧重播。工作日偶尔播出体育节目，例如俄超赛事和俄罗斯国家足球队的赛事，均播出完整版，与第一频道播出时长持平。周末除了会重播苏联时期的儿童电影外，节目安排与工作日类似。
1992年4月13日，频道的工作日上午、下午以及傍晚时段移交给全俄国家电视广播公司，并从6月1日起以“俄罗斯大学频道”的名义播出教育电视节目，其他时段更名为“奥斯坦金诺第四频道”，工作日晚间时段主要播出影视剧，周末播出的节目类型与之前类似，但不再播出外语教学节目，并有播出俄罗斯ATV制作的娱乐节目。频道的总编辑也开始由ATV的主席担任，这一任命由奥斯坦金诺电视台的主席叶戈尔·雅科夫列夫提出，他安排ATV的团队改造第四频道，并称原先的第四频道是“播出重播节目和陈旧的教育节目的电视垃圾场”。
1993年1月9日，第四频道改版，播出的节目包括流行歌曲演唱会或交响曲音乐会，并有地理节目《行星的生活》、《十二点半的桌球》（周一）、东欧影视剧重播（周二）、列宁格勒电影制片厂的影视剧重播（周三）、戏剧演出（周四）以及体育转播（周五）。1993年2月15日开始播出资讯节目《弗列梅奇科》，节目最初的定位是《莫斯科共青团员报》的电视版，后来因反响不佳而改为讨论形式的大众新闻节目。1993年12月4日至29日之间曾播出电视剧《万能管家》。
1993年10月3日，由于民众冲击奥斯坦金诺电视中心，电视台主席维亚切斯拉夫·布拉金下令电视台暂停播出数小时。

### 停播
奥斯坦金诺第四频道在1994年1月17日停播，其播出时段移交给新成立的俄罗斯独立电视台，而工作日上午、下午以及傍晚时段仍然播出俄罗斯大学频道的节目。奥斯坦金诺第四频道的部分节目继续由俄罗斯ATV制作并在独立电视台播出直至1997年8月29日，包括《弗列梅奇科》和《第三只眼》，初期也有播出《德米特里·迪布罗夫周日》，这些节目此后被独立电视台的同类型节目替代。1996年11月10日前，上述节目播出时，画面左下角不显示独立电视台的台标，表明电视台不参与上述节目的制作，不承担这些节目内容的责任。
独立电视台开播初期，也曾继续播出奥斯坦金诺第四频道的节目《体育+体育》，由弗拉基米尔·马斯拉琴科主持，这是由于节目组已经收下了版权费，节目理应继续播出。不过独立电视台决定不与弗拉基米尔·马斯拉琴科合作，节目被停播，直至1996年秋季电视台决定与马斯拉琴科合作。在此期间，马斯拉琴科没有在全国电视频道上露面，转为在俄罗斯广播电台和欧洲体育电视网俄罗斯分台工作。